# Geschichte in Quellen
Geschichte in Quellen ist ein siebenbändiges Quellenwerk, das unter Beratung von Helmut Beumann, Fritz Taeger und Fritz Wagner von Wolfgang Lautemann und Manfred Schlenke herausgegeben wurde. Die einzelnen Bände wurden bearbeitet von Günter Schönbrunn, Fritz Dickmann, Walter Arend, Karlheinz Reif und Helmut Krause.
Die jeweils umfangreiche Quellenedition ist im Bayerischen Schulbuch-Verlag erschienen. Die beteiligten Herausgeber waren Professoren an der Universität Marburg und Lehrer am Marburger Gymnasium Martin-Luther-Schule. Begonnen wurde die Arbeit 1955, die ersten Bände erschienen 1962, 1965 und 1966, die anderen Bände nach mehr als 10 Jahren Unterbrechung 1978, 1980 und 1981.
Auf eine durchgängige Kommentierung der Quellen wird bewusst verzichtet, stattdessen gibt es kurze Einführungen zu den Teilkapiteln sowie – wo erforderlich – Anmerkungen zu den einzelnen Quellen. Neben einem historisch interessierten Publikum, richtet sich dieses Dokumentenwerk vorrangig auch an ein schulisches Publikum und war für den Gebrauch an Schulen gedacht.

## Übersicht der Einzelbände
Die ursprüngliche Planung sah fünf Bände vor, durch zusätzliche Einfügung eines Bandes zur Französischen Revolution wurde die ursprüngliche Bandzählung aufgegeben.
Wolfgang LAUTEMANN, Manfred SCHLENKE (Hrsg.): Geschichte in Quellen.
- Bd. 1: Altertum (Alter Orient Hellas Rom), bearb. von Walter AREND, München 1965, 2. durchges. Auflage 1975, 3. Auflage 1978;
- Bd. 2: Mittelalter (Reich und Kirche), bearb. von Wolfgang LAUTEMANN, München 1970, 2. durchges. Aufl. 1978;
- Bd. 3: Renaissance, Glaubenskämpfe, Absolutismus, bearb. von Fritz DICKMANN, München 1966, 2. Auflage 1976, 3. Auflage 1982;
- Amerikanische und Französische Revolution, bearb. von Wolfgang LAUTEMANN, München 1981;
- Das bürgerliche Zeitalter 1815–1914, bearb. von Günter SCHÖNBRUNN, München 1980;
- Bd. 5: Weltkriege und Revolutionen 1914–1945, bearb. von Günter SCHÖNBRUNN, München 1961, 21970;
- Die Welt seit 1945, bearb. von Helmut KRAUSE, Karlheinz REIF, München 1980.

## Würdigung
In seiner Besprechung der Edition anlässlich des Erscheinens des zweiten Bandes „Mittelalter: Reich und Kirche“ der Reihe formulierte Friedrich Andrae in der Wochenzeitung, Die Zeit:
„Ein Schulbuch? Das auch! Keine Schule, kein Geschichtslehrer sollte auf dieses ausgezeichnete Hilfsmittel für einen anschaulich-lebendigen Unterricht verzichten. Aber mehr noch: Wie die früheren Bände ist auch dieser wieder ein richtiges Lesebuch für jeden, der Geschichte nicht nur aus zweiter Hand studieren, sondern auch nacherleben will.“